# Vinnie Vincent Invasion
Vinnie Vincent Invasion — рок-группа из Лос-Анджелеса, образованная Винни Винсентом после ухода из группы Kiss. Оба выпущенных группой альбома, Vinnie Vincent Invasion (1986) и All Systems Go (1988), занимали 64 место в Billboard 200.

## История
Сформировав группу в 1984 году, Винни Винсент нанял басиста Дейну Страм, который служил разведчиком талантов в Лос-Анджелесе, набирая участников для таких музыкантов, как Оззи Осборн. Страм нашел Джейка Э. Ли и покойного Рэнди Роудса для Оззи Осборна, поэтому, когда Пол Стэнли связался с Осборном, чтобы узнать, где он нашел гитаристов, ему дали имя Страма. Не сумев найти никого, кого Кисс считал бы на уровне Винсента, Страм решил найти самого Винсента в надежде на совместную работу. Бобби Рок пришел на борт в качестве барабанщика. Когда формирование ядра группы было завершено, группа занялась поиском ведущего вокалиста.
Бывший вокалист Journey Роберт Флейшман записал вокал на одноименном дебютном альбоме Vinnie Vincent Invasion. Альбом включал в себя в основном стиль глэм-метал, с большей частью переработанных версий демо, которые Винсент записал в 1982 году с бывшими участниками New England Хиршем Гарднером, Гэри Ши и Джимми Уолдо под названием Warrior, а Винсент фактически заменил Джона Фэннона в качестве гитариста и вокалиста. Warrior распались, когда Винсент был выбран участником Kiss.
Флейшман покинул группу во время спора о контракте, и на песню "Boyz Are Gonna Rock" было снято видео с новым вокалистом Марком Слотером , который подпевает вокальному треку Флейшмана. С участием Slaughter в мае 1988 года группа выпустила свой второй альбом All Systems Go. В альбом вошли одни из самых известных хитов группы "Ashes to Ashes" и "Love Kills", которые вошли в саундтрек к фильму "Кошмар на улице Вязов 4: Повелитель сна."
Позже, в 1988 году, группа была освобождена от своего контракта с Chrysalis Records. Раздраженные тем, что они считали доминированием Винсента в проекте, Слотер и Страм ушли, чтобы создать группу Slaughter, которая впоследствии добилась успеха. Бобби Рок выступал в качестве гастролирующего барабанщика Slaughter, но не был в первоначальном составе. После распада Vinnie Vincent Invasion в 1989 году он ненадолго присоединился к Nitro, позже к Nelson, а затем продолжил играть в качестве сессионного музыканта с Гэри Хоуи и другими группами.
После того, как группа расторгла контракт с Chrysalis и в результате распада Слотер и Страм образовали Slaughter, Винсент воссоединился с оригинальным вокалистом Vinnie Vincent Invasion Робертом Флейшманом и записал неизданный альбом Pyro Messiah (он же Guitars From Hell). Андре Лабель (барабанщик с 1989 по 1992 год) вместе с Флейшманом в 2011 году сформировали новую группу "The Sky"
27 августа 2008 года на SplitScreen Entertainment был выпущен трибьют-альбом KISS MY ANKH: A Tribute To Vinnie Vincent. Альбом состоит из новых записей песен из карьеры Винсента с Kiss и Vinnie Vincent Invasion. Среди известных исполнителей - Стив Браун из Trixter, Трой Патрик Фаррелл из White Lion, Ти Джей Рейсер из Nitro, Шелдон Тарша из Adler's Appetite, Крис Кэффри из Savatage и Trans-Siberian Orchestra, Райан Рокси из Alice Cooper и рок-н-ролльный комик Си Си Банана, который исполняет пародию на the Kiss песня "Unholy" (переписана как вокалистом a roast of Danger Danger Тедом Поули).
В 2023 году Винни Винсент объявляет о вечеринке по прослушиванию нового студийного альбома Judgment Day, их первой за 35 лет. В настоящее время неизвестно, кто участвует в обновленном составе.

## Дискография
- Vinnie Vincent Invasion (1986)
- All Systems Go (1988)[2][3]